# Abd-ar-Rahman ibn Abd-Al·lah al-Ghafiqí
Abd-ar-Rahman ibn Abd-Al·lah al-Ghafiqí (àrab: عبد الرحمن بن عبد الله الغافقي, ʿAbd ar-Raḥmān ibn ʿAbd Allāh al-Ḡāfiqī) (? - prop de Poitiers, 732) fou valí de l'Àndalus (721 i 730-732).
Conegut per la seva pietat i devoció i per la seva equitat a l'hora de repartir el botí, quan el 10 de juny del 721 el valí As-Samh al-Khawlaní va morir en la Batalla de Tolosa lluitant contra el duc Odó el Gran, Eudó o Eudes d'Aquitània, els seus soldats el varen proclamar nou valí. La seva primera decisió fou posar a resguard les restes de l'exèrcit a Arbuna (Narbona), la qual cosa no devia ser fàcil, ja que la retirada quedava tallada per la fortalesa de Carcassona.
L'agost del mateix any, el valí d'Ifríqiya va acabar amb la interinitat d'Abd-ar-Rahman al-Ghafiqí, tot nomenant Ànbassa al-Kalbí nou valí. Després de la destitució d'Al-Hàytham al-Kilabí, el nou valí, Muhàmmad al-Aixjaí, el va designar novament valí, per ordre del califa de Damasc, Hixam ibn Abd-al-Màlik, l'any 730. El nou valí comptava amb el suport califal per prosseguir l'expansió musulmana cap al nord, a Ifranja (França), el que implicava trencar la treva que des del 725 o 726 es mantenia amb el duc (semi-independent) d'Aquitània, Odó. Aquell any i el següent va enviar expedicions a Astúries.

## Campanya del 730
El 730 Abd-ar-Rahman al-Ghafiqí va enviar l'exèrcit cap al nord, però es creu que va donar seguretats a Odó el Gran que mantindria la treva. Les forces musulmanes van respectar el territori aquità i van avançar per la ruta d'Ànbassa ibn Suhaym al-Kalbí, seguint la vall del Roine, devastant la regió d'Avinyó i l'Usès.
La incursió del 730 es va repetir el 731 arribant a la ciutat d'Autun, que va ser assetjada sense que pogués ser presa. Aquitània es va mantenir al marge de la lluita, la qual cosa va ser considerada una traïció pel majordom de la cort merovingia, Carles Martell.
Odó va mantenir una aliança formal o tàcita amb Abd-ar-Rahman al-Ghafiqí i amb el valí de Narbona, Uthman ibn Naissa, anomenat Munusa pels francs. Quan Abd-ar-Rahman al-Ghafiqí es va retirar d'Autun i va tornar a Septimània, Carles Martell va trencar la treva que es mantenia amb Odó i va atacar Aquitània, probablement a mitjan 731.
Només iniciar-se la guerra entre Carles Martell i Odó, aquest va obtenir una gran victòria diplomàtica quan Munusa, que era amazic, es va rebel·lar, i va concertar un tractat de pau i una aliança formal amb Odó. El duc aquità s'assegurava així una rereguarda tranquil·la, o potser fins i tot un suport en la seva lluita contra el majordom franc. Munussa, per la seva part, s'assegurava la tranquil·litat a la seva esquena per tal de fer enfront a les forces del valí de l'Àndalus. A més, en cas de necessitat, podia obtenir suport, protecció o refugi a Aquitània. L'acord entre ambdós es va segellar amb l'enllaç de Munussa amb Lampègia, filla d'Odó, que probablement va tenir lloc a Bordeus (a on es va desplaçar Munuza).

## La revolta de Musussa
Una vegada fet públic el tractat amb els aquitans, Uthman ibn Naissa es va declarar contrari a la manera com les autoritats àrabs del valiat tractaven els amazics a la regió de Sartàniya (o Sirtàniya) en defensa dels quals va envair aquesta regió. Les guarnicions de la zona, que estaven formades per àrabs del nord, van resistir l'escomesa, recolzades per la població local hispanoromana o pels gots (o pels dos grups), però van acabar derrotades i Munussa esdevenir el senyor de la regió. Anambad, probablement bisbe d'Urgell, va ser condemnat a morir a la foguera per haver col·laborat amb els àrabs doncs se suposa que l'autoritat moral del bisbe va influir en l'hostilitat de la població local als amazics. Tot i que és l'únic cas conegut, probablement no va ser l'únic represaliat.
La notícia de la rebel·lió va arribar a Còrdova, on residia Abd-ar-Rahman al-Ghafiqí, ja avançat l'any 731. El fet era tan alarmant que el valí no va dubtar a trametre un esquadró de cavalleria lleugera sota el comandament del general sirià Gedhi ibn Zeyan. Probablement aquest general va arribar a la regió rebel a la tardor del 731. Les forces de Gedhi van atacar la Cerdanya, on es trobava Munussa amb les seves forces, que es va refugiar a Llívia, on fou assetjat (setge de Llívia). Els amazics van ser vençuts i Munussa es va refugiar a la capital de la comarca, Llívia, on poc després va quedar assetjat per Gedhi ben Zeyàn, el qual va ordenar tallar el subministrament d'aigua a la ciutat. La situació es va fer desesperada i, essent inevitable la rendició, Munussa va fugir aprofitant la foscor de la nit, juntament a la seva dona i alguns fidels. Un endarreriment per tal de salvar Lampègia de caure en mans dels seus perseguidors, va permetre a les forces sirianes atrapar el grup. Munussa es va negar a rendir-se i, per evitar ser capturat, es va suïcidar llançant-se a un precipici. Lampègia va ser capturada i enviada al valí Abd-ar-Rahman al-Ghafiqí juntament amb el cap tallat de Munussa. La rebel·lió estava liquidada, però calia castigar el duc aquità que l'havia recolzat. Abd-ar-Rahman al-Ghafiqí va decidir trencar el tractat del 725 i va ordenar la preparació d'un gran exèrcit que la propera primavera de l'any 732 havia d'assolar Aquitània.

## Campanya de 732
El 732 es va escollir la ruta de Pamplona i Roncesvalls per penetrar en el ducat aquità, tot avançant per l'antiga via romana cap a Bordeus, ciutat que va ser presa i ocupada després de la batalla de Bordeus. Tot el país al sud del riu Garona, o a la vora d'aquest riu, va ser saquejat amb virulència durant algun temps. Odó els va sortir a l'encontre quan els invasors creuaven la Garona, però va ser derrotat. Abd-ar-Rahman al-Ghafiqí va avançar imparable cap a Angulema i Poitiers, ciutat que va ser saquejada. El duc aquità es va veure precisat a recompondre la seva relació amb Carles Martell, al qual no solament va sol·licitar la pau, sinó que li va oferir la submissió i li va demanar ajuda per fer front als musulmans. Carles Martell, que ja s'havia retirat del ducat (probablement avançat l'any 731), va enviar ràpidament un exèrcit.
Després de saquejar la regió de Poitiers, Abd-ar-Rahman al-Ghafiqí va prosseguir cap al nord el seu avanç, en direcció a l'abadia de Sant Martí de Tours. Però en el camí entre Poitiers i Tours, a uns 20 km al nord-est de Poitiers, li van sortir a l'encontre les forces del duc Odó, que ja s'havien reunit amb els reforços enviats per Carles Martell, i es va lliurar la batalla coneguda com a batalla de Tours (o de Poitiers) pels cristians, i batalla del Balat aix-Xuhadà (del Camí dels Màrtirs) pels musulmans, l'octubre del 732 (ramadà del 114 H.). Les tropes àrabs van ser derrotades i Abd-ar-Rahman al-Ghafiqí hi va trobar la mort. Els sobrevivents es van retirar en desordre cap a Narbona. La data de la batalla és incerta, car per a uns es va lliurar el dia 8 d'octubre, mentre altres asseguren que va ser a finals de mes.